# Huta (powiat lipski)
Huta – wieś sołecka w Polsce położona w województwie mazowieckim, w powiecie lipskim, w gminie Lipsko.
| SIMC    | Nazwa   | Rodzaj     |
| ------- | ------- | ---------- |
| 0628081 | Rokitów | kolonia    |
| 0628098 | Urbany  | przysiółek |

W latach 1975–1998 miejscowość należała administracyjnie do województwa radomskiego.
Wierni Kościoła rzymskokatolickiego należą do parafii Świętych Apostołów Piotra i Pawła w Krępie Kościelnej.

## Edukacja
Specjalny Ośrodek Szkolno-Wychowawczy im. Kawalerów Orderu Uśmiechu.